# Městská autobusová doprava v Pardubicích

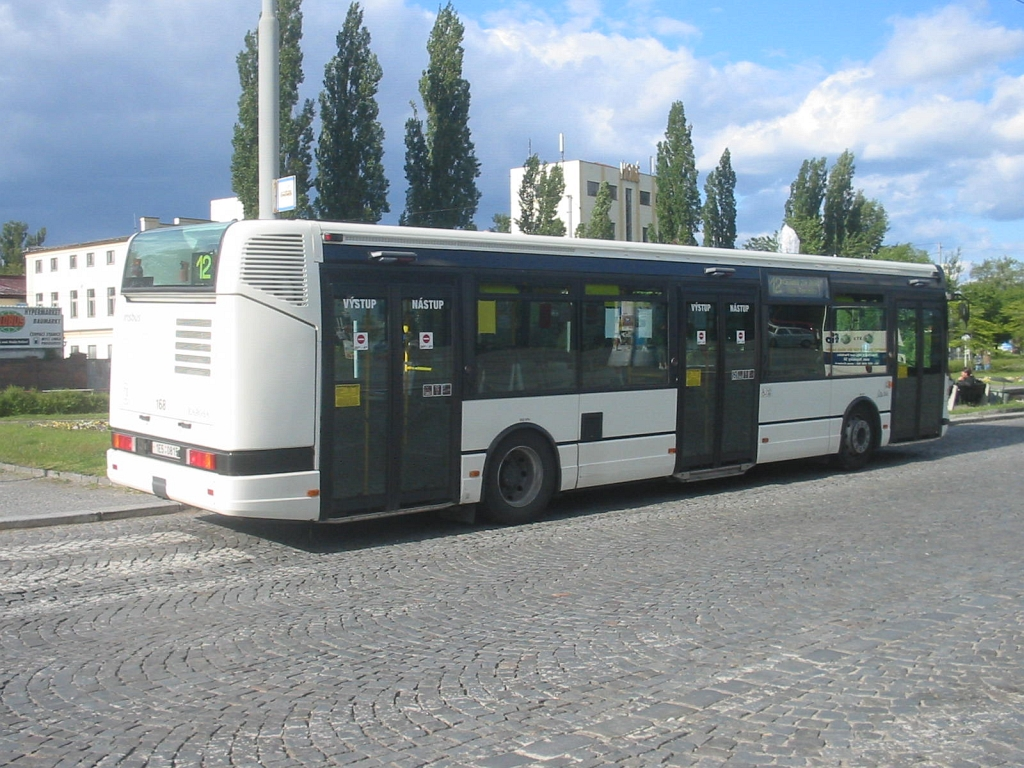
Nízkopodlažní autobus Irisbus Citybus 12M

Městskou autobusovou dopravu v Pardubicích zahájil Dopravní podnik města Pardubic v roce 1950. Od roku 1952 byla autobusová doprava v hlavních směrech nahrazována trolejbusovou a dnes autobusy zajišťují v rámci systému městské hromadné dopravy zejména méně významné přepravní směry a obsluhu přilehlých obcí. Dopravce má dnes formu akciové společnosti.

## Síť a provoz
První pro město významnou autobusovou linku provozovaly už ve třicátých letech mezi Svítkovem, nádražím ČSD, centrem města a Nemošicemi. Tato jediná linka byla používána i pro městskou dopravu, ačkoliv tak nebývala označována. Samostatná městská autobusová doprava v Pardubicích pak byla zavedena až v roce 1950. Provoz byl slavnostně zahájen 3. května na nové lince A (později označené 1) a Dopravní podnik města Pardubic měl pro tuto linku k dispozici vozový park, který obsahoval pouze dva autobusy Škoda 706 RO. V dalších letech probíhal silný rozvoj linkového vedení a vozového parku, přičemž nejdůležitější přepravní směry byly nahrazovány novými trolejbusovými tratěmi. Největšího rozmachu dosáhly autobusy na přelomu 80. a 90. let, kdy měly za úkol obsluhovat rozsáhlá sídliště, kde ještě nebyly nové trolejbusové tratě dostavěny.

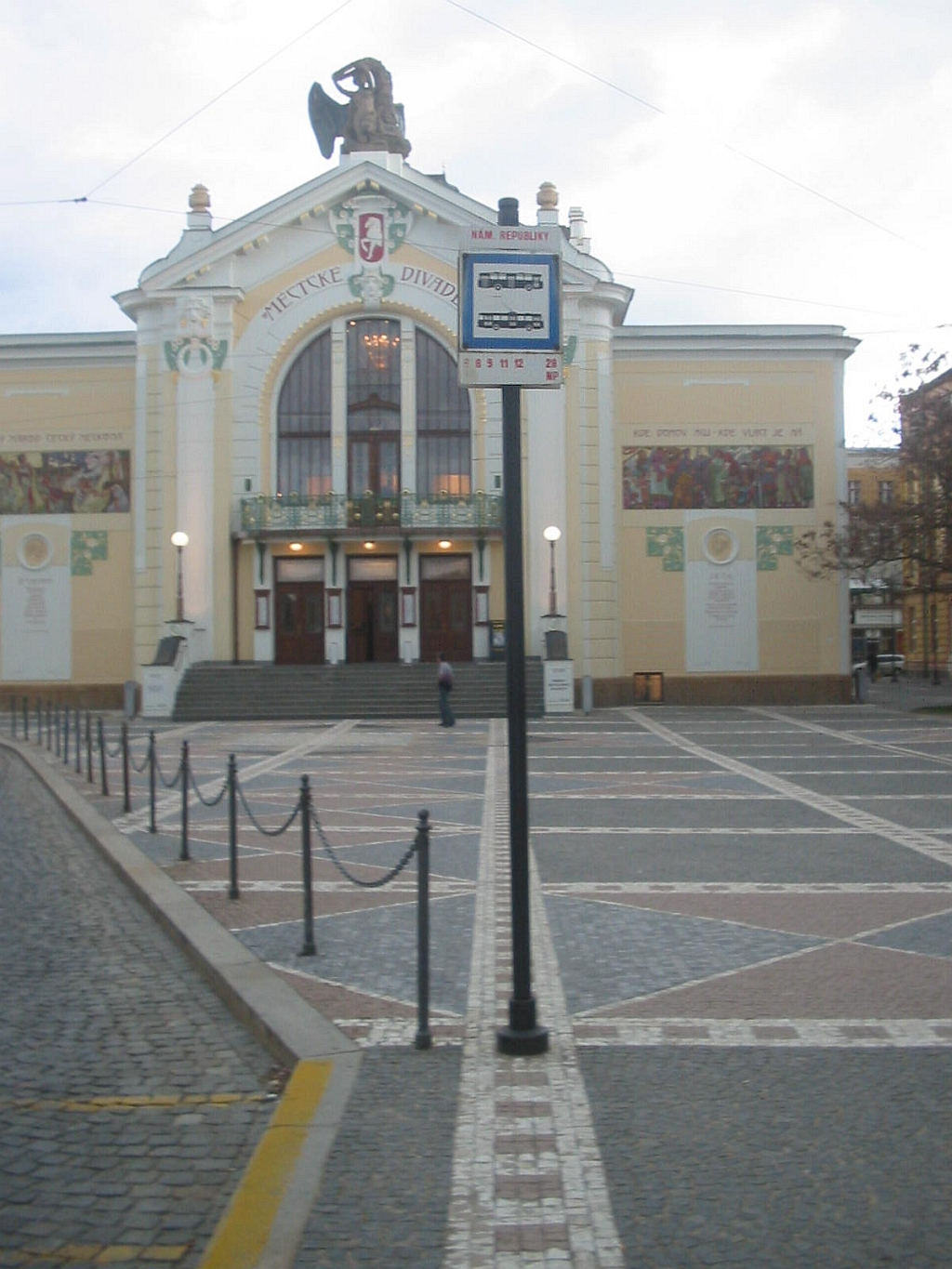
Zastávka trolejbusů a autobusů na náměstí Republiky

Autobusy v Pardubicích jezdí na devatenácti denních linkách, označených 6, 8, 9, 10, 12 (částečně také trolejbusová), 14, 15, 16, 17, 18, 20, 22, 23, 24, 25, 28, 29, 88, 90 dále na dvou nočních linkách 98 a 99 a v letní sezóně je v provozu historická linka 52, obsluhovaná vozem Škoda 706 RTO. Licenční čísla linek začínají trojčíslím 655. Nejfrekventovanější linkou je č. 6 (Rybitví, zadní brána – Rosice, točna – Dukla, náměstí), která jezdí ve špičkách pracovních dnů po 10, v sedle po 15 a o víkendu po 20 minutách. Dalšími silnými linkami jsou 8, 9, 10, 12, 14, 15, 17. Ostatní linky jezdí většinou jen v pracovní dny nebo je tvoří několik málo spojů.
Od 11. prosince 2011 do 3. března 2013 byla linka 15 prodloužena přes zastávky Opočínek, odbočka; Valy; Přelouč, Jaselská; Přelouč, žel. st.; až do zastávky Přelouč, autobusové nádraží. 

## Vozový park
Autobusový vozový park v Pardubicích byl před nástupem dnešních vozů tvořen podobnými vozy jako jinde v republice, nejvýznamnější z nich byly Škoda 706 RO, Škoda 706 RTO, Karosa ŠM 11 a Ikarus 280.
| Typ                 | Modifikace a podtypy                                        | Dodávky v letech | Počet kusů (k 2. 3. 2025) |
| ------------------- | ----------------------------------------------------------- | ---------------- | ------------------------- |
| Irisbus Citybus 12M | Irisbus Citybus 12M                                         | 2003–2005        | 4                         |
| Karosa B 951        | Karosa B 951E                                               | 2006             | 1                         |
| Irisbus Citelis 12M | Irisbus Citelis 12M, Irisbus Citelis 12M CNG                | 2007–2014        | 21                        |
| Iveco Crossway LE   | Iveco Crossway LE CITY 12M                                  | 2015–2022        | 6                         |
| Iveco Urbanway 12M  | Iveco Urbanway 12M, Iveco Urbanway 12M CNG                  | 2016–2025        | 32                        |
| Iveco Streetway 12M | Iveco Streetway 12M                                         | 2022             | 1                         |
| Isuzu NovoCiti Life | Isuzu NovoCiti Life Class I., Isuzu NovoCiti Life Class II. | 2023             | 3                         |
| SOR BN 9,5          | SOR BN 9,5                                                  | 2023             | 2                         |

Dopravní podnik města Pardubic vlastní také další autobusy příměstského a zájezdového typu, které ale nezajišťují provoz městské hromadné dopravy a jsou využívány pouze příležitostně na zájezdy či jako autoškola. V současné době jsou k dispozici tři zájezdové autobusy typů Iveco Magelys, Irisbus Evadys a Karosa LC 936.

### Historické vozy
Ve vlastnictví Dopravního podniku je jeden historický autobus Škoda 706 RTO č. 28, autobusový přívěs Jelcz PO-1 a Renault Citybus 12M č. 149.
V soukromé sbírce dále existuje vůz Karosa B 731 č. 18. Pardubický spolek historie železniční dopravy vlastní autobus Karosa ŠM 11 č. 8 a vlečný vůz Karosa B 40 (po renovaci bude mít č. 3).

## Linkové vedení
Bezvýlukový stav k červnu 2023:
- 6 Rybitví, zadní brána – Rosice, točna – Hlavní nádraží – Dukla, náměstí – Dukla, vozovna
- 8 Dubina, Dubinská – Hlavní nádraží – Svítkov, škola – Dubina, Dubinská (polookružní linka)
- 9 Hlavní nádraží – Hůrka – Spojil – Sezemice, Havlíčkova
- 10 Ostřešany, točna – Ostřešany, park – Nemošice, točna – Hlavní nádraží
- 14 Staré Čívice, Průmyslová zóna – K Polabinám – Polabiny, točna
- 15 Opočínek, točna – Lány na Důlku – Srnojedy – Hlavní nádraží / Závodu míru
- 16 Hlavní nádraží – Cihelna, točna – Staré Hradiště, hostinec – Ráby – Němčice – Dříteč
- 17 Hlavní nádraží – Doubravice – Srch, točna
- 18 Hlavní nádraží – Semtín, zastávka – Rybitví, Stavební škola – Černá u Bohdanče, sever – Živanice, Nerad
- 20 Závodu míru – Masarykovo náměstí – 17. listopadu – Rokycanova – Náměstí Republiky – Závodu míru (polookružní linka)
- 22 Závodu míru – Nemocnice – Nemošice, točna/Dubina, sever
- 23 Staré Čívice, Průmyslová zóna – Polabiny, točna
- 24 Čepí, prodejna – Starý Mateřov, točna – Hlavní nádraží
- 25 Dubina, sever – Staré Čívice, Průmyslová zóna
- 28 Závodu Míru – Staročensko – Černá za Bory – Hostovice – Sezemice, Veská, most
- 29 Letiště – Ulice Svobody – Gorkého
- 52 Dubina, Dubinská – Ráby, Kunětická hora (nostalgická linka, jen ve vybraných dnech)
- 88 Dubina, Dubinská – Svítkov, škola – Dubina, Dubinská (polookružní linka)
- 90 Letiště, terminál – Hlavní nádraží
- 98 Dukla, vozovna – Hlavní nádraží – Svítkov – Staré Čivice a zpět (noční linka)
- 99 Dukla, vozovna – Hlavní nádraží – Polabiny – Dubina – Slovany – Černá za Bory – nemocnice – Hlavní nádraží (noční linka)
- 910 linka pro školu Svítání

## Tarif a odbavování

### Druhy jízdenek
V prodeji jsou jednotlivé jízdenky pro I. zónu (město Pardubice) a/nebo II. zónu (okolní obce). Jednotlivé jízdenky jsou nepřestupní. Funguje také doplňkový prodej jízdenek u řidiče s přirážkou.
V nabídce jsou také nepřenosné čipové karty, které lze použít
- elektronickou peněženku k platbě jednotlivého jízdného (1–3 zastávky, 4 a více zastávek), cenově zvýhodněné oproti jednotlivým jízdenkám,
- časovou jízdenku na 7, 14, 30, 90, 120 dní, 10 měsíců či jeden rok.

Jednotlivé jízdenky se kupují v předprodeji (jízdenkové automaty, trafiky, oficiální předprodejní místa DPMP, popřípadě je možné využít doplňkového prodeje jízdenek u řidiče, který ale prodává jízdenky se značnou přirážkou k ceně. Časovou jízdenku lze zakoupit pouze v předprodejních místech DPMP.
Na nočních linkách 98 a 99 platí zvláštní nepřestupní jízdné 27 Kč při platbě městskou kartou v autobusu a 35 Kč při platbě v hotovosti u řidiče.

### Odbavování
V denní době (4:00–20:00 hod) mohou cestující v Pardubicích do každého prostředku nastupovat středními a zadními dveřmi a kontrolu jízdenek neprovádí řidič, ale revizoři. Cestující s neoznačenou jízdenkou si ji uvnitř autobusu označí v označovacích strojcích, případně využijí elektronickou jízdenku a přiloží ke strojku platební nebo čipovou kartu. Výjimku tvoří cestující, kteří mají v plánu zakoupit si jízdenku u řidiče – ti musí nastoupit předními dveřmi, stejně jako cestující se zrakovou vadou. Cestující mohou vystoupit všemi dveřmi.
Mezi dvacátou a čtvrtou hodinou ranní musí všichni cestující nastupovat pouze předními dveřmi a prokazovat se u řidiče platným jízdním dokladem. V této době se musí z vozidla vystupovat pouze středními a zadními dveřmi. Výjimkou jsou cestující s dětským kočárkem a cestující na invalidním vozíku, ti nastupují dveřmi, u kterých je umístěn prostor na kočárky a invalidní vozíky.
Na nočních linkách, se rovněž nastupuje pouze předními dveřmi, a vystupuje středními a zadními dveřmi. Na nočních linkách neplatí jízdné z předprodeje a je nutné platit čipovou kartou nebo přímo v hotovosti u řidiče.